# Eugenia marshiana
Eugenia marshiana är en myrtenväxtart som beskrevs av August Heinrich Rudolf Grisebach. Eugenia marshiana ingår i släktet Eugenia och familjen myrtenväxter.
Artens utbredningsområde är Jamaica. Inga underarter finns listade i Catalogue of Life.